# Prochromadorella triangularis
Prochromadorella triangularis är en rundmaskart som beskrevs av Christian Wieser 1959. Prochromadorella triangularis ingår i släktet Prochromadorella och familjen Chromadoridae. Inga underarter finns listade i Catalogue of Life.